# Categoria de elementos
Na teoria das categorias, a categoria de elementos de um functor {\displaystyle F:C\to {\mathsf {Set}}}, denotada por {\displaystyle \int F}, é a categoria:
- cujos objetos são as duplas {\displaystyle (c,x)} para {\displaystyle c} objeto de {\displaystyle C} e {\displaystyle x\in F(c)};
- cujos morfismos {\displaystyle (c,x)\to (d,y)} são os morfismos {\displaystyle f:c\to d} em {\displaystyle C} tais que {\displaystyle F(f)(x)=y};
- e com identidade e composição sendo as mesmas que em {\displaystyle C}.[1]